# 301 (szám)
A 301 (római számmal: CCCI) egy természetes szám, félprím, a 7 és a 43 szorzata.

## A szám a matematikában
A tízes számrendszerbeli 301-es a kettes számrendszerben 100101101, a nyolcas számrendszerben 455, a tizenhatos számrendszerben 12D alakban írható fel.
A 301 páratlan szám, összetett szám, azon belül félprím, kanonikus alakban a 71 · 431 szorzattal, normálalakban a 3,01 · 102 szorzattal írható fel. Négy osztója van a természetes számok halmazán, ezek növekvő sorrendben: 1, 7, 43 és 301.
Tizenhatszögszám.
6-hipertökéletes szám.
A 301 az első szám, ami minden nála kisebb számnál több, 21 különböző szám valódiosztó-összegeként áll elő, ezért erősen érinthető szám. (A238895 sorozat az OEIS-ben)
A 301 négyzete 90 601, köbe 27 270 901, négyzetgyöke 17,34935, köbgyöke 6,70176, reciproka 0,0033223. A 301 egység sugarú kör kerülete 1891,23878 egység, területe 284 631,43601 területegység; a 301 egység sugarú gömb térfogata 114 232 083,0 térfogategység.

## Egyéb jelentései
- 301-es parcella